# Unarmed Best of 25th anniversary
Unarmed Best of 25th Anniversary, lanzado 16 de diciembre del 2009, es un álbum de la banda alemana Helloween. El sencillo Dr. Stein fue filtrado en internet en noviembre.
El disco recopilatorio recibió críticas variables, ya que en el disco se "Rehacen" algunos temas cambiando su sonido original. Algunos fanes opinan que es un sonido nuevo y fresco para las canciones, y no se debía tomar mucha importancia ya que como la banda ha comentado, solo es un disco recopilatorio a modo de celebración por sus 25 años de carrera artística y una forma de agradecer a sus fanes mientras esperan el sucesor de Gambling With The Devil. Pero muchos fanes del Helloween clásico han reaccionado de mala manera comparándolo con el mismísimo Chameleon, matando los temas de los keepers, y tratándolos de vendidos y asesinar a su pasado, sobre todo por la interpretación de Andi Deris en los temas.
Dentro del álbum se pueden destacar algunos temas tales como: Keepers Trilogy, que es un medley de Halloween, Keeper of the Seven Keys y The King for 1000 Years, grabado con la filarmónica de Praga, A Tale That Wasn´t Right y la versión en piano de Forever And One. Esta versión en piano se considera por muchos fanes mejor que la original.
Pero no hay duda alguna que el tema que causó más críticas fue Dr. Stein ya que algunos lo consideraron divertido y algunos otros una ofensa para la versión original.

## Lista de canciones
1. Dr. Stein (Michael Weikath)
2. Future World (Kai Hansen)
3. If I Could Fly (Andi Deris)
4. Where The Rain Grows (Michael Weikath/Andi Deris)
5. Keeper´s Trilogy (Medley) (Incluye Halloween (Kai Hansen), Keeper Of The Seven Keys (Michael Weikath) & King For A 1000 Years (Andi Deris/Helloween))
6. Eagle Fly Free (Michael Weikath)
7. Perfect Gentleman (Andi Deris/Michael Weikath)
8. Forever and One (Piano Version) (Andi Deris)
9. I Want Out (Kai Hansen)
10. Fallen to pieces (Andi Deris)
11. A Tale That Wasn´t Right (Michael Weikath)

## Créditos
- Andi Deris – Voz
- Michael Weikath – Guitarra
- Sascha Gerstner – Guitarra
- Markus Grosskopf – Bajo
- Dani Löble – Batería

- Datos: Q2588238